# Invasion de la Géorgie du Sud
Guerre des Malouines
Batailles
- Invasion argentine
- Géorgie du Sud
- Occupation (en)
- Paraquet
- Black Buck
- ARA General Belgrano
- ARA Alferez Sobral
- HMS Sheffield
- Île Pebble
- Mikado
- Sutton
- San Carlos
- HMS Ardent
- Seal Cove
- HMS Antelope
- Atlantic Conveyor
- HMS Coventry
- Goose Green
- Mount Kent
- Top Malo House
- Gazelle XX377
- Bluff Cove
- Many Branch Point
- Mount Harriet
- Two Sisters
- HMS Glamorgan
- Mount Longdon (en)
- Wireless Ridge (en)
- Mount Tumbledown (en)
- Port Stanley
- Île Thulé

L’invasion de la Géorgie du Sud (en espagnol : Operación Georgias), également connue sous le nom de bataille de Grytviken, a lieu le 3 avril 1982, lorsque les forces navales argentines prennent le contrôle de la côte orientale de la Géorgie du Sud après avoir écrasé un petit groupe de Royal Marines basé à Grytviken. Cette opération militaire se déroula dans le cadre de la guerre des Malouines, le lendemain de l'invasion des îles Malouines.
L’intervention argentine avait débuté le 19 mars, lorsqu’un groupe de ferrailleurs civils arrive illégalement à Leith Harbour à bord du navire de transport ARA Bahía Buen Suceso et érige le drapeau de l'Argentine. Ces ferrailleurs avaient été infiltrés par des marines argentins, sous couvert d’être des scientifiques,.

## Contexte
L'unique présence britannique à Leith le 19 mars consiste en une petite équipe du British Antarctic Survey (BAS), dont le chef, Trefor Edwards, transmet un message de Londres au commandant du Buen Suceso, capitaine Briatore, demandant le retrait du drapeau argentin et le départ du groupe. Au même moment, l'équipage argentin devait se présenter devant le responsable du BAS à Grytviken, Steve Martin. Briatore répond que la mission avait reçu l'accord de l'ambassade britannique à Buenos Aires.
Le capitaine argentin finit par ordonner d'abaisser le drapeau, sans en informer Grytviken. Le responsable du BAS envoie un message au gouverneur des îles Malouines Rex Hunt (la Géorgie du Sud étant sous son autorité). Après avoir consulté le gouvernement à Londres, Hunt reçoit pour instruction d'envoyer le HMS Endurance en Géorgie du Sud avec un détachement de 22 Royal Marines,.

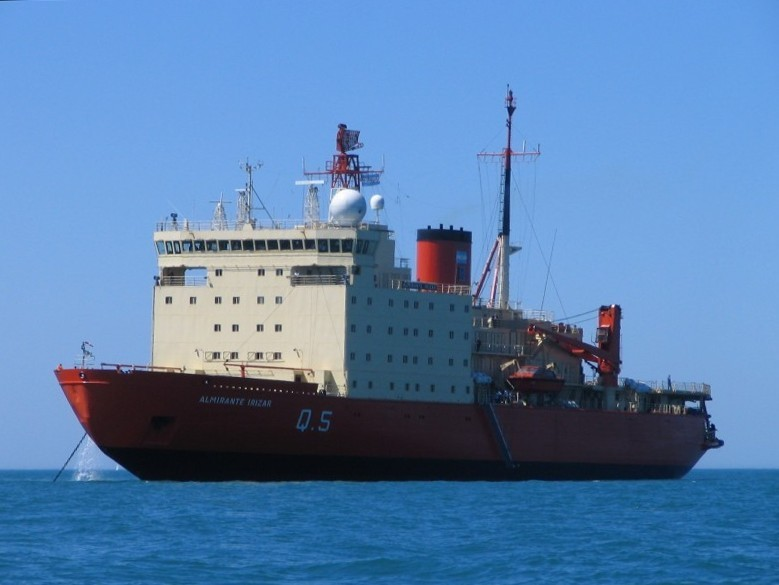
Le, le premier navire de la Marine argentine à arriver à Grytviken en décembre 1981.

La raison justifiant le débarquement de ferrailleurs à Leith réside dans un contrat signé en 1978 entre l'homme d'affaires argentin Constantino Davidoff et la compagnie britannique Christian Salvesen (en), pour le démantèlement d'une usine baleinière abandonnée et de bâtiments sur l'île. Mise au courant de ce contrat, la Marine argentine imagine un plan pour détourner ce contrat, afin d'établir une base dans ce territoire disputé en utilisant cette couverture. L'opération reçoit le nom de code d'« Opération Alpha ».
Deux autres expéditions argentines avaient auparavant eu lieu en Géorgie du Sud : en décembre 1981, à bord du brise-glace argentin ARA Almirante Irízar, lorsque Davidoff avait réalisé un inventaire des bâtiments à détruire et en février 1982, lorsqu'un concurrent commercial prétendu de Davidoff, l'employé de banque Adrian Marchessi, réalise une visite discrète de Leith. Marchessi examinera les bâtiments de Leith qu'il rallie à bord du yacht Caiman, immatriculé au Panama, qui était parti de Mar del Plata. Il se rendra par la suite à Grytviken, affirmant qu'il faisait partie du plan de Davidoff et donnera aux autorités britanniques des détails sur l'inspection du mois de décembre et y compris sur des expéditions argentines ayant eu lieu dans les années 1970.
Le refus manifeste des Argentins à se conformer aux formalités diplomatiques conduit Whitehall à opter pour une intervention de petite ampleur. Dans le même temps, une protestation formelle est émise par l'ambassade britannique de Buenos Aires. La réponse du Ministre des Affaires Étrangères argentin semble désamorcer la crise ; la note affirmait que le Buen Suceso quitterait les lieux sous peu et que la mission n'avait reçu aucun caractère officiel.
Dans la matinée du 22 mars, le Buen Suceso quitte Leith Harbour. Cependant, dans l'après-midi, un poste d'observation du BAS détecte la présence de personnel argentin et transmet l'information à Londres. En conséquence, le Foreign Office décide d'ordonner au HMS Endurance d'évacuer tout personnel argentin présent en Géorgie du Sud.

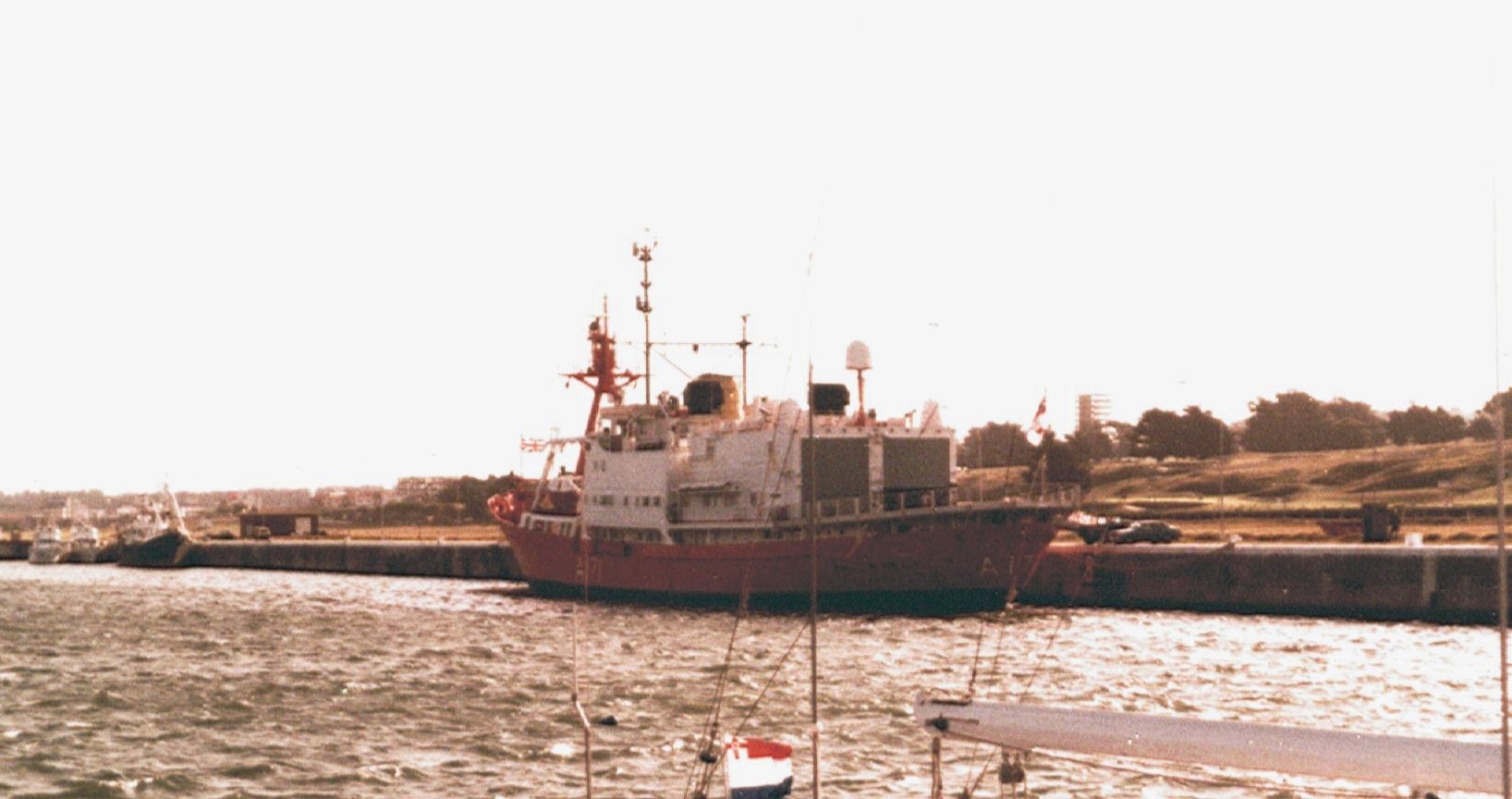
Le à la base navale de Mar del Plata, pendant son voyage aux îles Malouines en février 1982

Les réactions britanniques entraînent une série de contremesures argentines : les corvettes ARA Drummond (en) et ARA Granville sont déployées entre les Malouines et la Géorgie du Sud, ce qui leur aurait permis d'intercepter le HMS Endurance et de récupérer tout personnel argentin se trouvant à bord. Par ailleurs, en arrivant à Leith, le HMS Endurance trouve le navire de surveillance antarctique ARA Bahía Paraíso à l'ancre. Ce vaisseau avait débarqué une équipe de 10 commandos de marine argentins en provenance des îles Orcades du Sud.
Faisant face à une action militaire potentielle, le Foreign Office se met à la recherche d'une sorte de compromis. Lord Carrington propose à son homologue argentin, Nicanor Costa Méndez (en), d'autoriser à présence des travailleurs argentins à Leith, pourvu qu'ils soient munis des documents requis, qui pourraient prendre la forme de permissions temporaires tamponnées en lieu et place de passeports, une concession importante à la position argentine. Cependant, l'intention des Argentins était que l'arrivée de l'un de ses citoyens en Géorgie du Sud devrait suivre les procédures convenues lors du traité de 1971. Le gouverneur Rex Hunt rejette fermement cette extension de l'accord, valable uniquement dans la juridiction des Malouines, et fait part de ses craintes au gouvernement britannique. Les deux pays sont alors à la veille du conflit,.

## La bataille

### 2 avril
Peu de temps avant les débarquements argentins dans les îles Malouines, l'ARA Bahía Paraíso et le HMS Endurance jouent au chat et à la souris au large de la Géorgie du Sud, jusqu'au 31 mars, lorsque les deux navires se perdent de vue. Le plan britannique voulait que Martin soit responsable jusqu'à ce que les forces argentines ne montrent des intentions hostiles. Si cela devait avoir lieu, le lieutenant par intérim Keith Mills, l'officier le plus gradé de l'équipe de Royal Marines, prendrait le commandement. Le 2 avril, le capitaine Alfredo Astiz, un vétéran de la Guerre sale, dont l'extradition avait été demandée par la France pour violation des Droits de l'homme, annonce au personnel argentin à Leith que l'Argentine avait pris possession des îles Malouines.
Dans le même temps, la Marine argentine ordonne à la corvette ARA Guerrico (en) de la classe d'Estienne d'Orves de rejoindre le Bahía Paraíso, embarquant deux hélicoptères (un Puma de l'armée de terre et un Alouette III de l'Aviation navale argentine) et 40 fusiliers marins, ainsi que l'équipe d'Astiz à Leith. L'objectif est de capturer Grytviken. Le groupe est baptisé Grupo de Tareas 60.1 (Groupe d'intervention 60.1), et placé sous le commandement du capitaine Trombetta, à bord du Bahía Paraíso.
Après avoir appris la chute de Port Stanley, Mills prend des mesures urgentes : ses hommes fortifient la plage à King Edward Point, à proximité de l'entrée de la baie, avec des fils barbelés et des mines, et préparent des défenses autour des bâtiments du BAS. Le HMS Endurance, à quelques miles au large, assurerait les communications entre le petit détachement britannique et Londres. Les nouvelles règles d'engagement autorisaient Mills à « faire feu en légitime défense, après avoir averti ». Une consigne ultérieure du gouvernement britannique demandera aux marines de « ne pas résister au-delà du point où des vies pourraient être perdues en vain,. »
Côté argentin, les plans prévus pour le 2 avril en Géorgie du Sud sont contrariés par de mauvaises conditions météorologiques. Ces plans consistent à débarquer les forces spéciales d'Astiz sur Hope Point, près de Grytviken, afin de sécuriser l'arrivée du gros des forces terrestres, transportées par hélicoptère. Le Guerrico fournira un soutien avec son artillerie navale depuis l'extérieur de la baie. Mais l'arrivée de la corvette est retardée par une tempête, un nouveau plan d'action est donc décidé pour le lendemain.
D'après ce nouveau plan, le premier débarquement serait conduit par l'hélicoptère Alouette de l'ARA Guerrico, suivi par trois vagues de fusiliers-marins à bord du Puma du Bahia Paraiso. Après avoir envoyé un message radio demandant aux Britanniques de se rendre, Trombetta ordonnerait au Guerrico de pénétrer dans le port de Grytviken, juste en face de King Edward Point. Les règles d'engagement argentines autorisaient la corvette à tirer ses munitions uniquement sur la demande des forces débarquées à terre. Les hommes d'Astiz resteraient en réserve à bord du Bahia Paraiso. Toutes les forces impliquées devaient éviter les pertes ennemies aussi longtemps que possible. L'historien britannique Lawrence Freedman pense que Trombetta avait pris ces dispositions pensant qu'il n'avait affaire qu'à une équipe du BAS.

### 3 avril
À 7 h 30, la météo s'améliorant, le ARA Bahia Paraiso demande la reddition de Grytviken. Le message indiquait que Rex Hunt avait signé la reddition non seulement des Malouines, mais également de ses dépendances, ce qui était faux. Le lieutenant Mills copie et transmet le message au HMS Endurance, avec l'intention de gagner du temps. Au même moment, il invite le personnel du BAS à trouver refuge à l'intérieur de l'église locale. À ce moment-là, l'Alouette survolait déjà Grytviken et le Guerrico faisait son entrée dans la baie.
D'après Mayorga, le capitaine Carlos Alfonso, commandant du Guerrico, hésita sur le fait de savoir s'il devait exposer la corvette dans une zone avec si peu de dégagement. Citant un rapport officiel, Mayorga soutient également les suppositions de Freedman relatives aux erreurs d'appréciation de Trombetta quant à la présence militaire britannique autour du port. Trombetta avait également quelques réserves au sujet de la préparation au combat de la corvette, cette dernière ayant été placée en cale sèche, quelques jours à peine avant de quitter la base navale de Puerto Belgrano, son port d'attache.

#### Un hélicoptère abattu

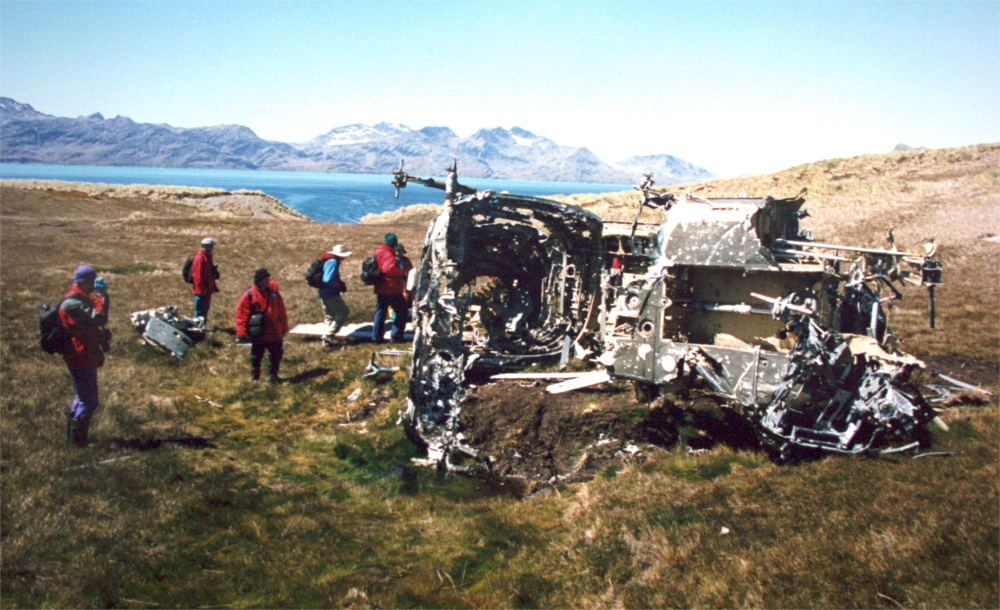
Restes de l'hélicoptère argentin Puma, abattu pendant l'invasion ; photo de 1999.

Le Puma dépose un premier groupe de 15 fusiliers marins argentins à King Edward Point à 11 h 41, à l'opposé de Shackleton House, où les Royal Marines étaient retranchés. À ce moment là, à bord du Guerrico, les Argentins savent que la zone de déploiement des Royal Marines se trouvait sur la rive nord de l'embouchure de la crique. La deuxième vague de marines argentins décolle du pont du Bahia Paraiso à bord du Puma à 11 h 47. Le commandant du groupe argentin déjà à terre, le lieutenant Luna, demande par l'intermédiaire du Guerrico — il n'avait pas de moyen de communication direct avec le Bahia Paraiso — que la deuxième vague d'hommes soit équipée de mortiers de 60 mm (en), mais l'hélicoptère était déjà en vol lorsque son message parvient. L'atterrissage devait avoir lieu à l'est de la position de Luna, bien en vue du détachement britannique.
L'hélicoptère est repéré par Mills et ses hommes et doit faire face à un feu intense à l'arme automatique. Le pilote parvient à traverser la baie et à faire atterrir en catastrophe son appareil sur la rive sud de la baie. Deux hommes sont tués et quatre blessés lors de l'atterrissage. Dans le même temps, les troupes de Luna commencent leur marche en direction de Shackleton House, mais les tirs nourris des Royal Marines les forcent à s'immobiliser. Luna demande alors au Guerrico un soutien au moyen de son artillerie.

#### ARAGuerrico

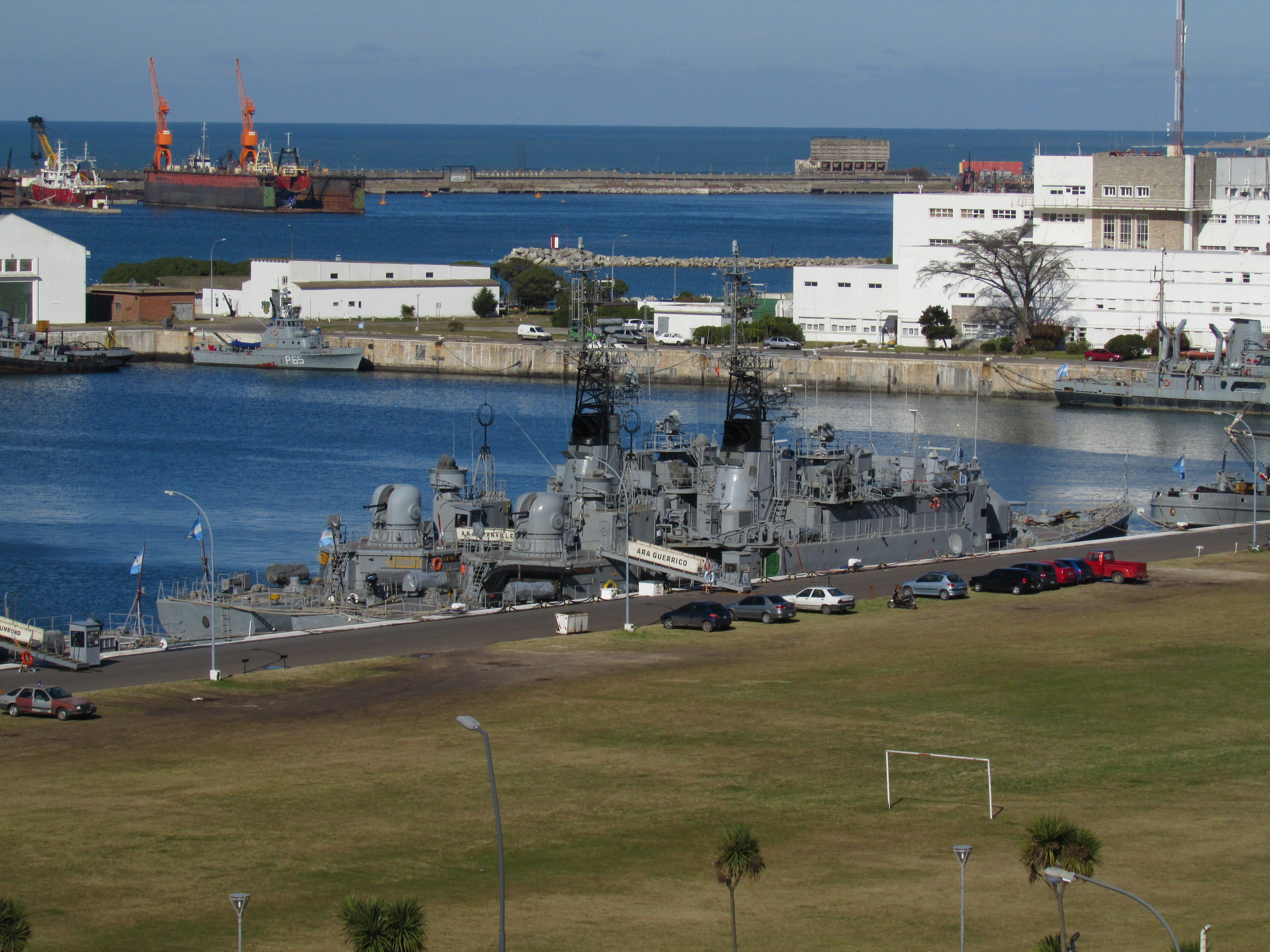
La corvette Guerrico en 2013.

La corvette mène alors sa deuxième incursion dans la crique et ouvre le feu à 11 h 55. À la déception de son commandant, les canons de 20 mm s'enrayent dès les premiers tirs et le canon de 40 mm monté à la poupe après avoir tiré que six munitions. Le canon de 100 mm est, lui, hors d'état de fonctionnement dès[Quoi ?] . Complètement exposé, le navire de guerre n'a alors d'autre choix que d'aller de l'avant afin de virer de bord. À 11 h 59, la corvette est touchée par des tirs d'armes légères et d'obus antichars Carl Gustav de 84 mm.
D'après Mills, son équipe ouvre le feu depuis une distance de 550 mètres. Les tirs tuent un marin et en blessent cinq autres, ils endommagent des câbles électriques, le canon de 40 mm, le lanceur de missile Exocet et le canon de 100 mm. Toutes les sources argentines reconnaissent que la corvette subit plus de 200 impacts. Dans le même temps, l'Alouette du lieutenant Busson avait continué à transporter davantage de fusiliers marins argentins à terre, hors de portée des tirs britanniques.
Alors que le Guerrico, endommagé, manœuvrait pour sortir de la baie, les troupes argentines reprennent les échanges de tirs avec les Royal Marines de Mills. L'un d'entre eux[Qui ?] est touché au bras. Une fois qu'il est hors de portée des Britanniques, le Guerrico rouvre le feu avec son canon de 100 mm qui avait pu être remis en service. Cet élément finit de convaincre Mills que la bataille était perdue, il ordonne à ces hommes de cesser de tirer à 12 h 48 selon Mayorga. Mills s'approche des positions argentines agitant un manteau blanc et se rend, « après avoir atteint son but de contraindre les troupes argentines à utiliser la force militaire,,. »
Mills et ses hommes sont faits prisonniers par le groupe d'Astiz, qui avait été maintenu en réserve pendant toute la durée des combats. Le HMS Endurance envoie l'un de ses hélicoptères Wasp au-dessus de la baie de Cumberland. L'appareil atterrit, localise la corvette argentine et un navire de transport à l'intérieur de la baie, mais ne détecte pas de signe de combat. Le HMS Endurance reste dans les eaux de Géorgie du Sud jusqu'au 5 avril.

## Conséquences et développements ultérieurs
La corvette Guerrico, qui avait perdu 50 % de sa puissance de feu en raison des dommages infligés lors du combat, quitte Grytviken en compagnie du Bahia Paraiso à 3 h 15 le 4 avril, en direction de Rio Grande. Elle passera trois jours en cale sèche pour réparations. Les marines sont désarmés et placés à bord du Bahia Paraiso, avant d'être envoyés par ferry à Rio Grande puis par avion à Montevideo.
Le Royal Marine Andrew Michael Lee affirmera par la suite que lui et les autres prisonniers britanniques avaient été bien traités et qu'il y avait un sentiment de respect entre les soldats des deux pays : « Il n'y avait aucune malice de leur part. Ils ont compris que nous avions fait que notre travail. Ils étaient des Marines, comme nous,. » Ils arrivent finalement au Royaume-Uni le 20 avril. Certains membres du BAS travaillant dans les zones reculées de l'île poursuivront leurs activités, sans être détectés, jusqu'à la reconquête britannique. La réalisatrice de documentaires animaliers Cindy Buxton (en) et son assistant sont évacués par un hélicoptère du HMS Endurance le 30 avril. Elle révèlera par la suite que le personnel de la Royal Navy lui avait remis, ainsi qu'à la journaliste Annie Price qui l'accompagnait, un pistolet et que les deux femmes avaient été entraînées à le manipuler.
La Marine argentine laisse un détachement de 55 marines sur l'île. Les 39 ferrailleurs restent également à Leith. La Géorgie du Sud est reprise par les forces britanniques le 25 avril 1982, pendant l'opération Paraquet.
Un témoignage direct de la prise de la Georgie du sud par l'Argentine a été diffusé à l'époque : Le hasard a voulu qu'un équipage de cinq jeunes plaisanciers-explorateurs français, émules de Moitessier, sur leur ketch en acier baptisé Cinq Gars Pour, aient été obligés de faire relâche à Leith Harbour après que leur voilier ait été malmené en tentant le franchissement du Cap Horn. Le caméraman de l'équipe, Serge Briez fut autorisé à filmer (avec une caméra 16 mm) et ses images furent largement diffusées dans la presse internationale.
En 2013, dans une démarche de réconciliation, Michael Poole (l'un des hommes ayant abattu l'hélicoptère Puma) entre en contact avec Víctor Ibáñez, le président de l'Asociación Veteranos Defensores de Malvinas (Avedema). Ibáñez, un ancien caporal des marines ayant combattu contre la section du lieutenant Mill, accueille cette démarche avec bienveillance et expliquera « Nous étions tous les deux des soldats, des hommes d'honneur et nous savions comment accepter le rôle joué par chacun d'entre nous,. »

### Décorations et honneurs
- Le lieutenant Mills et le lieutenant commander John Anthony Ellerbeck (qui commande les hélicoptères du HMS Endurance) reçoivent la Distinguished Service Cross[42] ;
- Le sergent Peter James Leach, RM, reçoit la Distinguished Service Medal[42] ;
- Capitaine Nick Barker, le commandant du HMS Endurance, est fait Commander of the Order of the British Empire[43] ;
- Le Principal caporal (artillerie) Francisco Solano Páez est décoré de la médaille de la Nation argentine pour la valeur au combat[44].

### Sources et bibliographie
- (en) Lawrence Freedman, The Official History of the Falklands Campaign, vol. 1 : The origins of the Falklands war, Londres, Routledge, 2005, 253 p. (ISBN 0-7146-5206-7, lire en ligne)
- (es) Lawrence Freedman et Virginia Gamba, Señales de Guerra, Javier Vergara Editor, 1992 (ISBN 950-15-1112-X)
- (en) Insight Team Sunday Times, War in the Falklands : the Full Story, The Sunday Times, 1982
- (es) Contre-amiral Horacio A. Mayorga, No Vencidos, Buenos Aires, Ed. Planeta, 1998 (ISBN 950-742-976-X)
- Invasion of South Georgia